# 斑點長鼻鰨
斑點長鼻鰨為輻鰭魚綱鰈形目鰨亞目鰨科的其中一種，為熱帶海水魚，分布於西太平洋澳洲海域，棲息深度37-63公尺，體長可達9.5公分，棲息在底層水域，生活習性不明。

## 扩展阅读
維基物種上的相關：斑點長鼻鰨